# Landesmusikrat Schleswig-Holstein
Der Landesmusikrat Schleswig-Holstein ist der für Schleswig-Holstein zuständige Landesmusikrat. Als Dachverband kümmert er sich um die Belange des Musiklebens in Schleswig-Holstein. Der Sitz des Vereins ist in Kiel. Er verfolgt keine wirtschaftlichen Ziele, sondern ausschließlich gemeinnützige Zwecke. Er unterstützt insbesondere die Aktivitäten zur musikalischen Bildung, aber auch die Förderung der Zusammenarbeit von Berufsmusikern und Laien. Im Landesmusikrat sind rund 50 Mitgliedsverbände organisiert. Einige der Hauptprojekte des Landesmusikrates sind der Landeswettbewerb Jugend musiziert, das Instrument des Jahres, der Landesjugendchor, das Landesjugendorchester, das Landesjugendjazzorchester sowie das Landesjugendensemble für Neue Musik.

## Geschichte
Nachdem im Jahr 1953 der Deutsche Musikrat gegründet worden war, entstand im Jahr 1978 aus einer Arbeitsgemeinschaft heraus der Landesmusikrat Schleswig-Holstein. In diesem Zeitraum gründeten sich auch andere Landesmusikräte, beispielsweise in Nordrhein-Westfalen oder Baden-Württemberg. Begründer und erster Präsident des Landesmusikrates Schleswig-Holstein war der Musikwissenschaftler Wilhelm Pfannkuch. Die erste Geschäftsstelle wurde Ende der 1980er Jahre in Flensburg aufgebaut. Mit Beginn der dortigen Arbeit beschäftigte sich der Landesmusikrat auch mit dem Jazz-, Pop- und Rockbereich. Vorher hatte er hauptsächlich die Klassiksparte betreut. Im Laufe der Zeit rief der Landesmusikrat verschiedene Landesjugendensembles ins Leben. Weitere Projekte, die nach und nach vom Landesmusikrat übernommen wurden, waren der Landeschor- und der Landesorchesterwettbewerb, der Nordland Kammermusikkurs sowie Jugend musiziert. Im Jahr 2001 zog der Landesmusikrat nach Kiel.

## Präsidium

### Präsidenten
- 1978–1986: Wilhelm Pfannkuch
- 1986–1997: Gerhard Engel
- 1997–2002: Inge-Susann Römhild
- 2002–2006: Christine Braun
- 2006–2021: Klaus Volker Mader
- 2021–: Willi Neu (Wahlperiode bis 2023)

### Vizepräsidenten
- 1978–2000: Hans Handrack
- 2000–2002: Peter Amadeus Schneider
- 2002–2012: Wolfgang Roggatz
- 2012–2021: Christine Braun
- 2021–: Alexandra Ehlers

## Aufgaben
Der Landesmusikrat Schleswig-Holstein hat zahlreiche Aufgaben:
- Förderung der Musikerziehung, der beruflichen Musikausübung und der Musikausübung im Amateur- und Laienbereich
- Planung, Organisation und Durchführung musikpädagogischer und musikpflegerischer Aktivitäten mit Austausch von Informationen aus allen Bereichen der Musik
- Sicherung und Entwicklung von Einrichtungen der Musikpädagogik, der Musikpflege und der Musikforschung
- Förderung des Nachwuchses für Berufs- und Amateurmusiker
- Umsetzung von Forderungen des Deutschen Musikrates, soweit sie für die Landesebene von Bedeutung sind, die Zusammenarbeit mit dem Deutschen Musikrat und mit den Landesmusikräten anderer Bundesländer
- Unterstützung der Mitgliedsverbände in ihren Aktivitäten
- Vernetzung der Musiker aller Genres
- Bewusstseinsbildung für die Belange der Musik bei den Entscheidungsträgern der Gesellschaft

## Projekte

### Landesjugendensembles
Der Landesmusikrat Schleswig-Holstein betreut vier Landesjugendensembles, den Landesjugendchor, das Landesjugendorchester, das Landesjugendjazzorchester sowie das Landesjugendensemble für Neue Musik. Die drei ersteren Ensembles wurden in den 1980er Jahren gegründet, das Landesjugendensemble für Neue Musik in den 2000er Jahren. Sie treffen sich mehrmals im Jahr zur Durchführung von Arbeitsphasen, Konzerten oder Schulprojekten.

### Kurse
Der Landesmusikrat Schleswig-Holstein veranstaltet im Rahmen seines Bildungsangebots zahlreiche Kurse: Jährlich findet in Zusammenarbeit mit dem Landesmusikrat Mecklenburg-Vorpommern und dem Jugend-musiziert-Landesausschuss Hamburg im Nordkolleg Rendsburg der Nordland Kammermusikkurs statt. Weiter gibt es den Workshop SommerJazz sowie die Deutsch-Dänische Blechbläserakademie in Gråsten, letztere in Kooperation mit der Kommune Sønderborg (Dänemark). Über Jahrzehnte hat der Landesmusikrat den Landesferienkurs für Musik in St. Peter-Ording mit Angeboten zur Mitwirkung in Chor- und Orchesterarbeit ausgerichtet. Im Zuge von Einsparmaßnahmen ist dieser in die Trägerschaft eines eingetragenen Vereins übergegangen, der von Ehemaligen des alten Landesferienkurses gegründet wurde. Der Kurs findet jetzt auf Schloss Noer statt.

### Wettbewerbe
Der Wettbewerb Jugend musiziert wird seit 1963/64 jährlich als Regional-, Landes- und Bundeswettbewerb durchgeführt. Teilnehmer sind Kinder und Jugendliche bis zu einem Höchstalter von 20 Jahren für die Instrumentalfächer, von 25 Jahren für Gesang. Nach den Regionalwettbewerben folgt der Landeswettbewerb, der vom Landesmusikrat Schleswig-Holstein organisiert wird.
Neben Jugend musiziert organisiert der Landesmusikrat den Landeschorwettbewerb namens Choralle und den Landesorchesterwettbewerb (Orchestrale). Diese Wettbewerbe richten sich insbesondere an Laienmusiker und werden seit 2003 als gemeinsame Projekt der Landesmusikräte Schleswig-Holstein und Hamburg geführt. Die Wettbewerbe finden jeweils alle vier Jahre statt. Nach den Wettbewerben auf Landesebene folgen der Deutsche Chorwettbewerb und der Deutsche Orchesterwettbewerb.

### Singen mit Kindern
Singen mit Kindern wurde ins Leben gerufen mit dem Ziel, Kindern schon früh einen unbeschwerten Zugang zu ihrer Stimme zu geben. Dazu wurden Erzieher und Erzieherinnen aus Schleswig-Holstein von professionellen Sängern in der Stimmbildung unterrichtet. Inhalte des Unterrichts waren unter anderem Methoden zum Wechsel von Sprech- zu Singstimme, aber auch Funktionsweise der kindlichen Stimme und deren Bedürfnisse.

### Instrument des Jahres
Das Projekt Instrument des Jahres vernetzt musikalische Institutionen in Schleswig-Holstein. Zum Beispiel Konzertveranstalter, Musikhochschulen, Musikvereine, Aus- und Fortbildungsinstitutionen, Schulen und Musikschulen. Ziel des Projektes ist es, Aufmerksamkeit für umfassende musikalische Aktivitäten in Schleswig-Holstein zu erhalten. Für ein Jahr wird ein Instrument ausgewählt, dem besonders viel Beachtung geschenkt und Veranstaltungen gewidmet werden.
Seit 2008 wurden Klarinette (Schirmherren Sabine Meyer und Reiner Wehle), Trompete (Schirmherr Matthias Höfs), Kontrabass (Schirmherr Jörg Linowitzki), Posaune (Schirmherr Nils Landgren), Fagott (Schirmherr Klaus Thunemann), Gitarre (Schirmherr Dieter Kreidler), Bratsche (Schirmherr Nils Mönkemeyer), Horn (Schirmherr Jens Plücker), Harfe (Schirmherrin Gesine Dreyer) und Oboe (Schirmherr Kalev Kuljus) im Rahmen des Projektes geehrt. Seit 2010 wird die Nominierung von den Landesmusikräten Schleswig-Holstein und Berlin durchgeführt. 2017 beteiligten sich erstmals die Landesmusikräte Baden-Württemberg, Brandenburg und Bremen.